# Атиковский сельсовет
Атиковский сельсовет — муниципальное образование в Бурзянском районе Башкортостана России.

## История
Согласно Закону о границах, статусе и административных центрах муниципальных образований в Республике Башкортостан имеет статус сельского поселения.

## Население
| 2002 | 2009 | 2010 | 2012 | 2013 | 2014 | 2015 |
| ---- | ---- | ---- | ---- | ---- | ---- | ---- |
| 463  | ↗481 | ↘455 | ↗459 | ↘449 | ↗460 | ↗464 |
| 2016 | 2017 |      |      |      |      |      |
| ↗468 | ↗471 |      |      |      |      |      |

## Состав сельского поселения
| № | Населённый пункт | Тип населённого пункта          | Население |
| - | ---------------- | ------------------------------- | --------- |
| 1 | Атиково          | деревня, административный центр | ↗471      |